# Jesnalskäidi
Jesnalskäidi är en kulle i Finland. Den ligger i Utsjoki kommun i landskapet Lappland, i den norra delen av landet, 1 100 km norr om huvudstaden Helsingfors. Toppen på Jesnalskäidi är 283 meter över havet.
Terrängen runt Jesnalskäidi är kuperad österut, men västerut är den platt.  Trakten runt Jesnalskäidi är nära nog obefolkad, med mindre än två invånare per kvadratkilometer. Närmaste större samhälle är Utsjoki by, 12,9 km norr om Jesnalskäidi. Omgivningarna runt Jesnalskäidi är i huvudsak ett öppet busklandskap.